# Dżalal ad-Din
Dżalal ad-Din, Dzielal Ed Dyn, Saladyn, tat. Cäläletdin (ur. 1380, zm. 1412) – lennik księcia Witolda, chan Złotej Ordy. Syn Tochtamysza.
Dżalal ad-Din był jednym z wielu pretendentów do tronu w targanej wojnami domowymi Złotej Ordzie. Po klęsce w pierwszych latach XV wieku schronił się wraz ze swoją drużyną na terytorium Wielkiego Księstwa Litewskiego i został lennikiem księcia Witolda.
Brał udział w bitwie pod Grunwaldem, dowodząc oddziałem tatarskim w ramach wojsk litewskich (Jan Długosz pisze o trzystu jeźdźcach, jednak zdaniem S. Chazbijewicza i S. Moćkuna jest to liczba symboliczna, a rzeczywista liczebność oddziału to od tysiąca do trzech tysięcy jeźdźców tzn. trochę mniej niż jedna dziesiąta całego polsko-litewskiego wojska). W 1411 powrócił do Złotej Ordy. Pokonał i obalił dotychczasowego chana Temüra i zagarnął tron, na którym utrzymał się przez kilka miesięcy, aż do śmierci. Został zabity przez swego brata Kerim Berdiego, następnego chana.